# Аррайолуш (фрегезия)
Аррайо́луш (порт.  Arraiolos) — фрегезия (район) в муниципалитете Аррайолуш округа Эвора в Португалии. Территория — 146,47 км². Население — 3 549 жителей. Плотность населения — 24,2 чел/км².